# Emily Cross
Emily Ruth Cross (Seattle, 15 de octubre de 1986) es una deportista estadounidense que compitió en esgrima, especialista en la modalidad de florete.
Participó en los Juegos Olímpicos de Pekín 2008, obteniendo una medalla de plata en la prueba por equipos (junto con Erinn Smart y Hanna Thompson).

## Palmarés internacional
| Juegos Olímpicos | Juegos Olímpicos | Juegos Olímpicos | Juegos Olímpicos    |
| Año              | Lugar            | Medalla          | Prueba              |
| ---------------- | ---------------- | ---------------- | ------------------- |
| 2008             | Pekín (China)    | Medalla de plata | Florete por equipos |